# Südschiene
Der Begriff Südschiene kennzeichnet in der deutschen Politik die Zusammenarbeit zwischen den südlichen Bundesländern Deutschlands, Bayern und Baden-Württemberg, die lange Zeit von CDU- oder CSU-Regierungen regiert wurden.
Im Spiegel wurde der Begriff zum ersten Mal im Jahr 1959 im Zusammenhang mit einem „Südschiene“-Werbeprogramm der Rundfunksender benutzt. Teilweise ist im Spiegel im Jahr 1978 auch von einer „konservativen Südschiene“ der Gegner von Helmut Kohl in CDU und CSU die Rede.
Nach dem Machtwechsel in Baden-Württemberg im Jahr 2011 zu einer Grüne-SPD-Regierung wurde nach Medienberichten die Südschiene durch den bayerischen Ministerpräsidenten Horst Seehofer aufgekündigt, was sogar die baden-württembergische CDU empört habe. 2014 gab es erneut einen gemeinsamen Vorstoß in der Energiepolitik der beiden Länder. Ebenso gab es im September 2014 einen gemeinsamen Vorstoß in der Finanzpolitik.
Ende Juli 2019 wurde die Südschiene unter den Ministerpräsidenten Winfried Kretschmann (Baden-Württemberg) und Markus Söder (Bayern) durch eine gemeinsame Kabinettssitzung im baden-württembergischen Meersburg wiederbelebt. In der Kabinettssitzung wurde unter anderem eine umfassende Kooperation auf den Gebieten der Batterieforschung, des Klimaschutzes, der Energiepolitik sowie hinsichtlich gemeinsamer, grenzüberschreitender Verkehrsprojekte in Aussicht gestellt. Im August 2022 wurde eine Wasserstoff-Allianz zwischen beiden Bundesländern geschlossen. Kretschmann und Söder bekräftigen beide, die Südschiene weiter stärken zu wollen.